# Jonathan Soum
Pas d'image ? Cliquez ici

a Compétitions nationales et continentales officielles uniquement.

Jonathan Soum, né le 22 mai 1991, est un joueur français de rugby à XIII évoluant au poste de pilier. Formé à Carcassonne, il reste fidèle à ce club toute sa carrière remportant avec elle le Championnat de France en 2012 et la Coupe de France en 2009, 2012 et 2017.

## Palmarès

### Collectif
- Vainqueur du Championnat de France : 2012 (Carcassonne).
- Vainqueur de la Coupe de France : 2009, 2012, 2017 et 2019 (Carcassonne).
- Finaliste du Championnat de France : 2015, 2016, 2019 et 2021 (Carcassonne).
- Finaliste de la Coupe de France : 2014 (Carcassonne).

### En club
| Saison    | Club                  | Compétition           | Matchs | Points | Essais | Goals | Drops |
| --------- | --------------------- | --------------------- | ------ | ------ | ------ | ----- | ----- |
| 2008-2009 | Carcassonne           | Championnat de France | 1      | -      | -      | -     | -     |
| 2009-2010 | Carcassonne           | Championnat de France | 5      | -      | -      | -     | -     |
| 2010-2011 | Carcassonne           | Championnat de France | 8      | 12     | 3      | -     | -     |
| 2011-2012 | Carcassonne           | Championnat de France | 18     | 16     | 4      | -     | -     |
| 2012-2013 | Carcassonne           | Championnat de France | 13     | 10     | 2      | 1     | -     |
| 2013-2014 | Carcassonne           | Championnat de France | 9      | 8      | 2      | -     | -     |
| 2014-2015 | North Wales Crusaders | League 1              | 3      | -      | -      | -     | -     |
| 2015-2016 | Carcassonne           | Championnat de France | 19     | 22     | 5      | 1     | -     |
| 2016-2017 | Carcassonne           | Championnat de France | 9      | 8      | 2      | -     | -     |
| 2017-2018 | Carcassonne           | Championnat de France | 18     | -      | -      | -     | -     |
| 2018-2019 | Carcassonne           | Championnat de France | 18     | 20     | 5      | -     | -     |
| 2019-2020 | Carcassonne           | Championnat de France | 10     | 8      | 2      | -     | -     |
| 2020-2021 | Carcassonne           | Championnat de France | 6      | 8      | 2      | -     | -     |